# Knightsbridge
Knightsbridge Foreign Exchange là một công ty tài chính quốc tế có trụ sở ở Toronto, Ontario, Canada. Kể từ năm 2009, Kingtsbridge đã thực hiện việc chuyển đổi đơn vị tiền tệ cho hơn 2 tỉ đô la trên toàn Canada.